# Глусь Степан Карлович
Степа́н Ка́рлович Глу́сь (нар. 2 серпня 1947, с. Маниківці, Деражнянський район, Хмельницька область) — український політик. Колишній народний депутат України. Проживає в місті Немирів Вінницької області.

## Освіта
- Львівський технікум харчової промисловості;
- Київський технологічний інститут харчової промисловості.

## Кар'єра
З 1987 до 2006 року —  директор ДП «Немирівський спиртовий завод», засновник горілчаної компанії «Nemiroff» (1992 р.), яку контролює через свого сина Олександра (генеральний директор і власник 25 % акції підприємства).
Народний депутат України 5-го скликання з травня 2006 до червня 2007, обраний за списками Блоку Юлії Тимошенко, № 108 в списку. На час виборів: директор ДП «Немирівський спиртовий завод», член ВО «Батьківщина». Член фракції «Блоку Юлії Тимошенко» (з травня 2006). Член Комітету з питань аграрної політики та земельних відносин (з липня 2006). Склав депутатські повноваження 15 червня 2007.
З грудня 2007 до грудня 2012 — народний депутат України 6-го скликання, обраний за списками БЮТ, № 108 в списку. На час виборів: тимчасово не працював, член ВО «Батьківщина». Член фракції «Блок Юлії Тимошенко» (з листопада 2007), заступник голови Комітету з питань аграрної політики та земельних відносин (з грудня 2007). Після приходу до влади Віктора Януковича у 2010 р. перейшов до фракції Партії регіонів.
Також був членом групи з міжпарламентських зв’язків з Республікою Хорватія, з Французькою Республікою та із Російською Федерацією.

## Погляди
5 червня 2012 голосував за проєкт Закону України «Про засади державної мовної політики», який посилює статус російської мови.

## Відзнаки
Заслужений працівник промисловості України (листопад 2005).